# Otto Heller
Otto Heller, švicarski hokejist, * 30. november 1914, Švica. 
Heller je za švicarsko reprezentanco nastopil na olimpijskem hokejskem turnirju 1936, kjer je z reprezentanco osvojil trinajsto mesto, ter več svetovnih prvenstvih, na katerih je osvojil eno srebrno medaljo.